# Agrilus champlaini
Agrilus champlaini é uma espécie de inseto do género Agrilus, família Buprestidae, ordem Coleoptera.
Foi descrita cientificamente por Frost, 1912.